# Oospira eregia
Oospira eregia is een slakkensoort uit de familie van de Clausiliidae. De wetenschappelijke naam van de soort is voor het eerst geldig gepubliceerd in 1969 door Szekeres als  Leptacme eregia.

## Ondersoorten
- Oospira eregia christae H. Nordsieck, 2016
- Oospira eregia cuongi (Maassen & Gittenberger, 2007)
- Oospira eregia eregia (Szekeres, 1969)